# Дильмухаметов, Айрат Ахнафович
Айрат Ахнафович Дильмухаметов (баш. Айрат Әхнәф улы Дилмөхәмәтов) род. 21 июня 1966 года, Уфа, Башкирская АССР, РСФСР, СССР) — башкирский политический и общественный деятель, публицист, журналист, политзаключённый.

## Биография
Родился в семье государственного деятеля, ученого и общественника Ахнафа Мударисовича Дильмухаметова (1941—2012). По национальности — башкир.
В 1983—1990 годах учился в историческом факультете Башкирского государственного университета (ныне Уфимский университет науки и технологий), позднее — в магистратуре департамента менеджмента Ближневосточного технического университета в Анкаре, Турция (одновременно с нынешним Главой Республики Башкортостан Хабировым Р.Ф.).
В 1985—1987 годах служил в рядах Советской Армии, отправился на службу добровольно, прервав обучение в ВУЗе.
С 1990 года — младший научный сотрудник кафедры истории СССР досоветского периода Башкирского государственного университета (ныне Уфимский университет науки и технологий), аспирант Института истории, языка и литературы Уфимского научного центра Российской академии наук.
В начале 1990-х годов принимал участие в создании Союза башкирской молодежи, в деятельности «Центра национальной культуры «Ак тирма» Республики Башкортостан» («Аҡ тирмә» — «Белая юрта») и Башкирского народного центра «Урал».
Выйдя из «Союза башкирской молодежи», Дильмухаметов в 2003 году опубликовал брошюру «У Раба в рабстве. Портрет первого президента», в которой рассказывал о президенте Башкортостана Муртазе Рахимове, и стал его последовательным оппонентом.
В 2003 году был кандидатом на должность Президента Башкортостана. Несколько раз безуспешно баллотировался в Государственную думу и в Государственное Собрание — Курултай Республики Башкортостан.
В 2003—2005 годах — председатель центрального совета МОО «Башкирский народный конгресс», редактор газеты «Майдан», сотрудник ООО «Правовые средства защиты» (Москва). Член «Объединенной оппозиции Башкортостана».
После выступления на митинге протеста против «монетизации льгот» 26 марта 2005 года Дильмухаметов стал обвиняемым по делу о публичных призывах к экстремистской деятельности, в мае 2006 года суд приговорил его к одному году лишения свободы условно.
С 2006 года Дильмухаметов был редактором газеты «Площадь восстания».
В 2008 году он получил два года лишения свободы условно за публикации в специальном приложении «Площадь восстания», выпущенном газетой «Провинциальные вести». На этот раз его обвинили не только в призывах к экстремизму, но и в призывах к массовым беспорядкам.
В 2011 году Дильмухаметов был осуждён по обвинению в разжигании национальной ненависти, призывах к экстремизму и публичном оправдании терроризма за публикации в газете «Майдан». Его приговорили к 6 годам лишения свободы в колонии-поселении. Позже Верховный суд Башкортостана смягчил приговор до трёх лет лишения свободы.
В 2015 году Дильмухаметов был вновь приговорён к трём годам лишения свободы по статье об оправдании терроризма за книгу «Ахыр заман» («Конец времён»), написанную Дильмухаметовым ещё до предыдущего суда. Этим же приговором суд запретил ему заниматься журналистикой в течение двух лет. На этот раз срок заключения Дильмухаметов отбывал в колонии строгого режима. В 2016 году правозащитное общество «Мемориал» признало Дильмухаметова и блогера Роберта Загреева, которому вменили в вину, что он опубликовал статью Дильмухаметова на принадлежащих ему интернет-ресурсах, политическими заключёнными, по причине того что «уголовное преследование и лишение свободы были применены против них исключительно в связи c общественно-политической деятельностью», а «уголовные дела были возбуждены несмотря на отсутствие состава преступления и при частичной фальсификации доказательств». Дильмухаметов был освобождён в сентябре 2017 года.
В апреле 2018 года на заседании дискуссионного политического клуба Башкирской общественной организации «Башкорт» Дильмухаметов объявил о своем намерении в сентябре 2019 года баллотироваться на пост Президента Республики Башкортостан — новой «Четвёртой Башкирской Республики».
В марте 2019 года в отношении Дильмухаметова было начато уголовное дело о призывах к сепаратизму. Поводом для обвинения в сепаратизме стало видео, в котором Дильмухаметов рассуждал:

... новую федерацию мы будем учреждать снизу. Мы обратимся ко всем субъектам, республикам, в первую очередь, к Татарстану, и поставим на обсуждение вопрос: нужна ли нам федерация, на каких принципах мы будем её учреждать и какие полномочия мы будем делегировать. И если мы решим, что мы учреждаем новое федеральное правительство, то потом уже вот с таким федеральным правительством мы будем подписывать двустороннее соглашение. Если в будущем федеральное правительство будет нарушать взятые на себя обязательства, мы должны иметь право на выход из такой федерации, которая перестала быть федерацией.

14 марта он был вновь арестован, в конце апреля ему предъявили также обвинения в публичных призывах к осуществлению экстремистской деятельности и в публичном оправдании терроризма. Поводом для обвинения в публичных призывах к осуществлению экстремистской деятельности стало эмоциональное выступление Дильмухаметова после конфликта жителей Баймакского района Башкирии с рабочими из Чечни. Оправданием же терроризма следствие посчитало видео, в котором Дильмухаметов рассуждает о неоправданной суровости приговора башкирским мусульманам, которых обвиняли в причастности к партии «Хизб ут-тахрир» и которые получили реальные судимости на сроки до 24 лет лишения свободы.

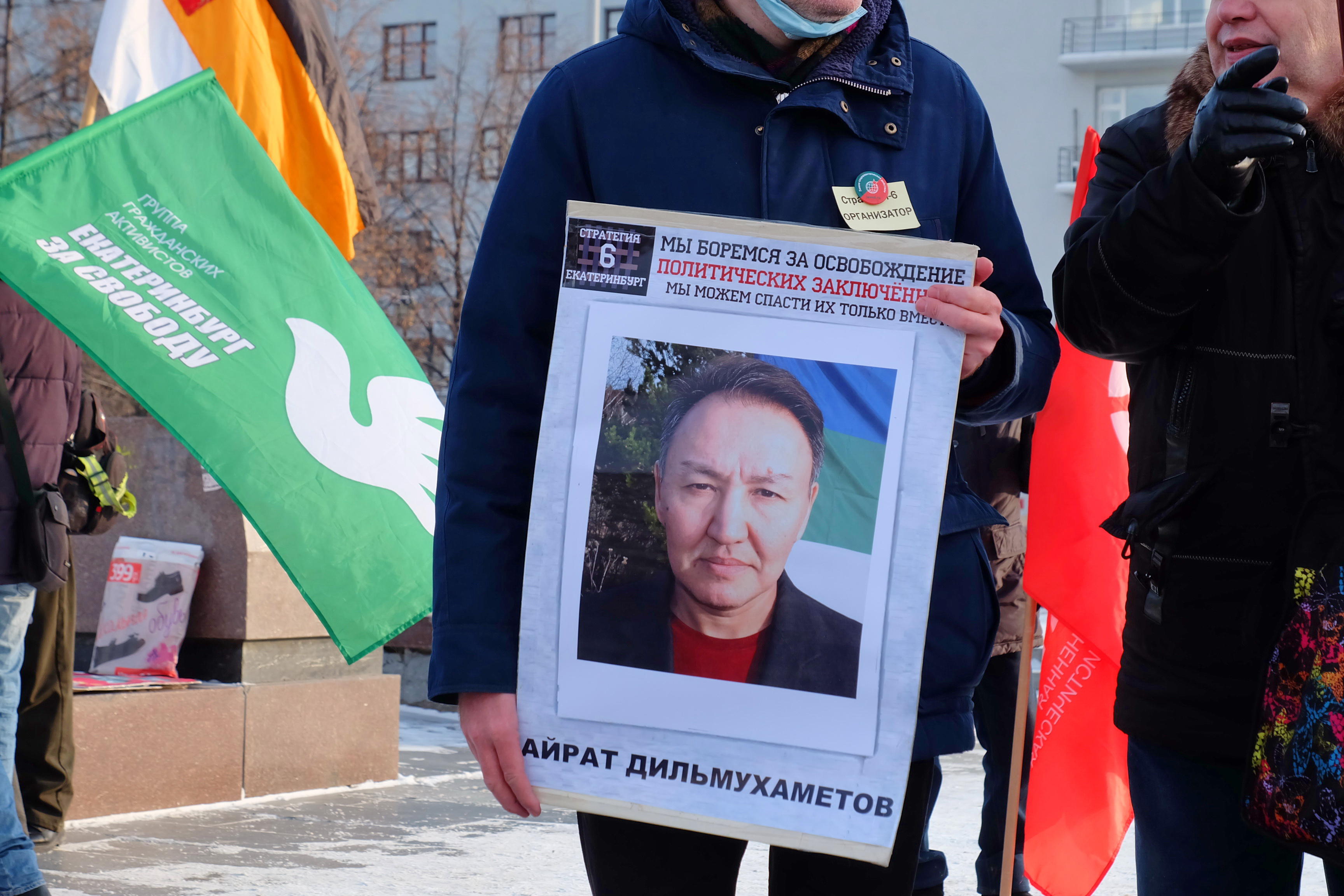
Активист «Левого социалистического действия» с плакатом в защиту Айрата Дильмухаметова на митинге в поддержку политзаключённых «Стратегия-6» в Екатеринбурге, февраль 2022 года

В апреле 2020 года Международное историко-просветительское правозащитное и благотворительное общество Мемориал признало Айрата Дильмухаметова политическим заключённым, а 24 августа 2020 года Центральный окружной военный суд в Екатеринбурге приговорил его к 9 годам лишения свободы в колонии строгого режима.